# Barry Simon
Pour les articles homonymes, voir Simon.
Barry Martin Simon (né le 16 avril 1946 à New York) est un mathématicien physicien américain et professeur IBM de mathématiques et de physique théorique à Caltech, connu pour ses contributions prolifiques à la théorie spectrale, à l'analyse fonctionnelle et à la mécanique quantique non relativiste (notamment les opérateurs de Schrödinger), y compris les liens avec la physique atomique et moléculaire. Il est l'auteur de plus de 400 publications sur les mathématiques et la physique. Ses travaux portent sur de vastes domaines de la physique mathématique et de l'analyse couvrant : la théorie des champs quantiques, la mécanique statistique, le mouvement brownien, la théorie des matrices aléatoires, la mécanique quantique générale non relativiste (y compris les systèmes à N corps et les résonances), la mécanique quantique non relativiste des champs électriques et magnétiques, limite semi-classique, spectre continu singulier, opérateurs de Schrödinger aléatoires et ergodiques, polynômes orthogonaux et théorie spectrale non auto-adjointe.

## Jeunesse
La mère de Barry Simon est professeure, son père est comptable. Simon a fréquenté le lycée James Madison à Brooklyn.

## Carrière
Au cours de ses années de lycée, Simon a commencé à suivre des cours d'université pour les élèves les plus doués à l'université Columbia. En 1962, il remporte un concours de mathématiques MAA. Le New York Times rapporte que pour obtenir la meilleure note à ce concours, il a montré dans sa réponse envoyée à la MAA (Mathematical Association of America) que l'un des problèmes posés était ambigu.
En 1962, Simon entre à l'université Harvard avec une allocation. Il est boursier Putnam en 1965 à 19 ans. Il reçoit son Bachelor en 1966 à Harvard et son doctorat en physique à l'université de Princeton en 1970, sous la direction d'Arthur Strong Wightman. Sa thèse s'intitule Quantum mechanics for Hamiltonians defined as quadratic forms.
Après ses études de doctorat, Simon est professeur à Princeton pendant plusieurs années, travaillant souvent avec son collègue Elliott H. Lieb sur la théorie de Thomas-Fermi et la théorie de Hartree-Fock sur les atomes, en plus de la transition de phase et du mentorat de nombreux étudiants comme Lieb. Il a finalement été persuadé de prendre un poste à Caltech,qu'il a occupé jusqu'à sa retraite en 2016.
Son statut est légendaire en physique mathématique et il est réputé pour sa capacité à écrire des textes scientifiques : « en cinq pour cent du temps que le commun des mortels aurait eu besoin pour écrire de tels papiers ».
Un ancien étudiant diplômé de Simon, dans une histoire révélatrice de son talent, a déclaré :

« Barry a toujours été remarquable pour ses vastes connaissances en mathématiques, il a donc fallu de nombreuses années avant que je puisse lui parler de la publication d'un théorème qu'il ne connaissait pas déjà. Un jour, j'ai vu Barry à Princeton, peu de temps après une réunion, et je lui ai parlé d'une vieille inégalité en matière d'EDP, qui, d'après ce que j'ai pu en comprendre à son regard, était nouvelle pour lui. J'ai dit : « Cela semble être utile. Voulez-vous voir la preuve ? » Sa réponse : « Non, c'est bon ». Puis il est allé au tableau et a écrit une preuve irréprochable sur-le-champ. »

De 1995 à 2000, alors qu'il enseignait les bases de l'analyse aux étudiants de première année du Caltech, il déclara que : « epsilon et delta sont les meilleures armes d'un étudiant en analyse». À la fin de l'année les étudiants lui offrirent une paire de gants de boxe ornés des lettres epsilon et delta, la photo de Barry Simon gants de boxes aux mains se retrouve en de nombreux endroits dont sa page web professionnelle.

## Honneurs et récompenses
- 2012 : membre élu de la American Mathematical Society[5].
- 2012 : prix Henri-Poincaré.
- 2015 : prix Bolyai pour l'Académie hongroise des sciences.
- 2016 : prix Steele de la reconnaissance.
- 2018 : prix Dannie-Heineman de physique mathématique de la Société américaine de physique et de l'Institut américain de physique[6].

## Publications (sélection)
- « Resonances in n-body quantum systems with dilatation analytic potentials and the foundations of time-dependent perturbation theory », Annals of Mathematics 97 (1973), 247–274
- (avec Michael C. Reed) Methods of Modern Mathematical Physics, Vol. I : Functional Analysis, Academic Press, 1972 ; Vol. II : Fourier Analysis, Self-Adjointness, Academic Press, 1975 ; Vol. III : Scattering Theory, Academic Press, 1978 ; Vol. IV : Analysis of Operators, Academic Press, 1977
- (avec F. Guerra and L. Rosen) « The P(φ)2 quantum theory as classical statistical mechanics », Annals of Mathematics 101 (1975), 111–259
- (avec E. Lieb) « The Thomas-Fermi theory of atoms, molecules and solids », Advances in Math. 23 (1977), 22–116
- (avec J. Fröhlich and T. Spencer) « Infrared bounds, phase transitions and continuous symmetry breaking », Commun. Math. Phys. 50 (1976), 79–85
- (avec P. Perry and I. M. Sigal) « Spectral analysis of multiparticle Schrödinger operators », Annals of Mathematics 114 (1981), 519–567
- (avec M. Aizenman) « Brownian motion and Harnack's inequality for Schrödinger operators », Commun. Pure Appl. Math. 35 (1982), 209–273
- « Semiclassical analysis of low lying eigenvalues », II. Tunneling, Annals of Mathematics 120 (1984), 89–118
- « Holonomie, the quantum adiabatic theorem and Berry's phase », Phys. Rev. Lett. 51 (1983), 2167–2170
- (avec T. Wolff) « Singular continuous spectrum under rank one perturbations and localization for random Hamiltonians », Commun. Pure Appl. Math. 39 (1986), 75–90
- « Operators with singular continuous spectrum: I. General operators », Annals of Mathematics 141 (1995), 131–145
- A Comprehensive Course in Analysis, American Math Society, (2015)